# جمعية الكشاف والمرشدات الأردنية
الجمعية الأردنية للكشافة والمرشدات هي المنظمة الكشفية والإرشادية الوطنية في الأردن. تأسست الحركة الكشفية في الأردن في عام 1954 وأصبحت عضوا في المنظمة العالمية للحركة الكشفية في عام 1955. الحركة الارشادية بدأت في عام 1938 وأصبحت عضوا في الجمعية العالمية للمرشدات وفتيات الكشافة في عام 1978. تخدم الجمعية 15521 كشاف (اعتبارا من 2011) [1] و 9480 دليل (في 2003).
شعار الكشاف «للحركة الكشفية تشارك في التنمية، وتعمل لخدمة المجتمع».
الكشافة والمرشدات المشاركة في هذه اللوحة من المدارس، وبناء الجدران، ووضع الأرضيات في الأماكن العامة، وتنظيم حملات محو الأمية، وحصاد المحاصيل، وزيارة الفقراء والمرضى والمسنين.
على الرغم من أن الرابطة هي لكل من الفتيان والفتيات، وبرامج منفصلة وليس هناك أي وحدات مختلطة.
الشعار الكشفي هو «كن مستعدا»، على الرغم من أن البديل المحلي هو «و أعدوا». الكشافة فردها كشاف والمرشدات فردها مرشدة.

## وحدات الكشافة الدولية في الأردن
وبالإضافة إلى ذلك، هناك الكشافة الأمريكية في عمان، مرتبطة فرع الخدمة المباشرة للكشاف الأمريكية، والذي يدعم وحدة في جميع أنحاء العالم.